# Fiódor Tokarev
Fiódor Vassilievitch Tokarev (1871-1968) foi um desenhador de armas russo e deputado na União Soviética de 1941 a 1950.

## Realizações
Fora da antiga União Soviética é melhor conhecido pela criação da pistola semi-automática Tokarev TT-33 e pela espingarda semi-automática Tokarev SVT-40 que foram duas armas de fogo bastante comuns da União Soviética durante a Segunda Guerra Mundial (conhecida na Rússia como a Grande Guerra Patriótica). Devido às suas contribuições no desenho de armas soviéticos, recebeu a medalha de Herói o trabalhador socialista em 1940.